# Лазунов Геннадій Миколайович
Геннадій Миколайович Лазунов (нар. 17 вересня 1934, Москва, РРФСР) — радянський російський футболіст, воротар.

## Життєпис
Вихованець юніорської команди заводу «Трьохгорна мануфактура» (Москва). Перша команда майстрів — СКВО (Київ), за яку в класі «Б» грав у 1955-1957 роках. У 1958 перейшов у ленінградський «Зеніт», де виступав нестабільно — хороші матчі чергував з невдалими. Так, 21 серпня 1958 матчі «Зеніт» - «Локомотив» (Москва), розмовляючи з розташованими за воротами фотокореспондентами, на 5 хвилині пропустив м'яч з центру поля, що призвело до поразки господарів 2:7. А помилка, допущена через місяць в матчі проти «Крила Рад», коштувала команді втрачених бронзових медалей.
У 1960 Лазун перейшов у «Торпедо» (Москва), але через проблеми зі спортивним режимом не провів за команду жодного матчу і з середини сезону грав за «Авангард» (Харків). 1961 рік знову відіграв за «Зеніт», де в 31 поєдинку пропустив 50 м'ячів. Кар'єру гравця закінчував у ризькій «Даугаві-РВЗ» (1962) і «Шахтарі» Караганда (1963).
У 1969-1978 тренував СК «Скороход» (Ленінград).